# اللجنة الصهيونية

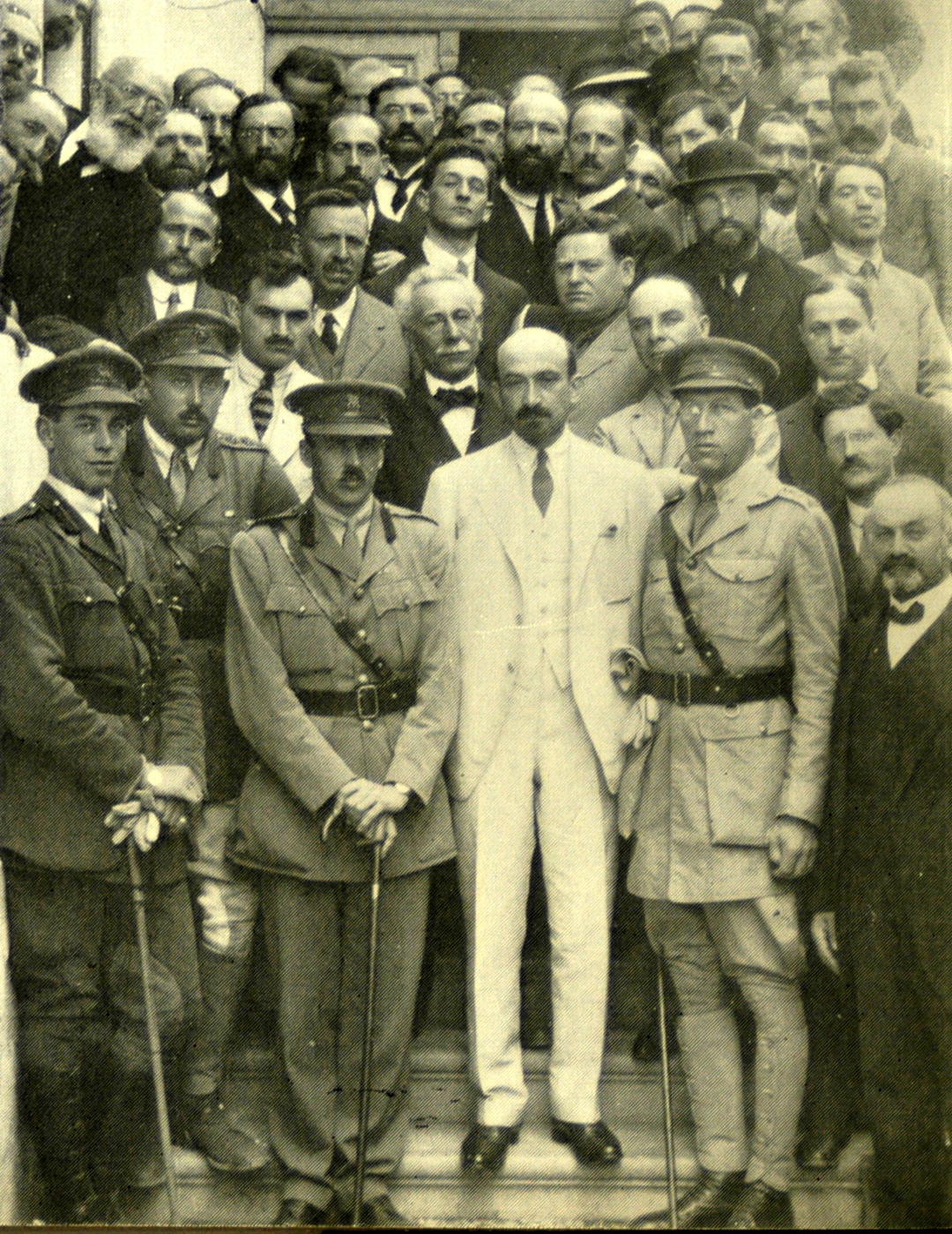
حاييم وايزمان واللجنة الصهيونية عام 1918. في الصورة أيضا: إدوين صموئيل، وويليم أورمسبي-غور، وإسرائيل سييف، وليون سيمون، وجيمس دي روتشيلد، ويوسف شبرينتساك

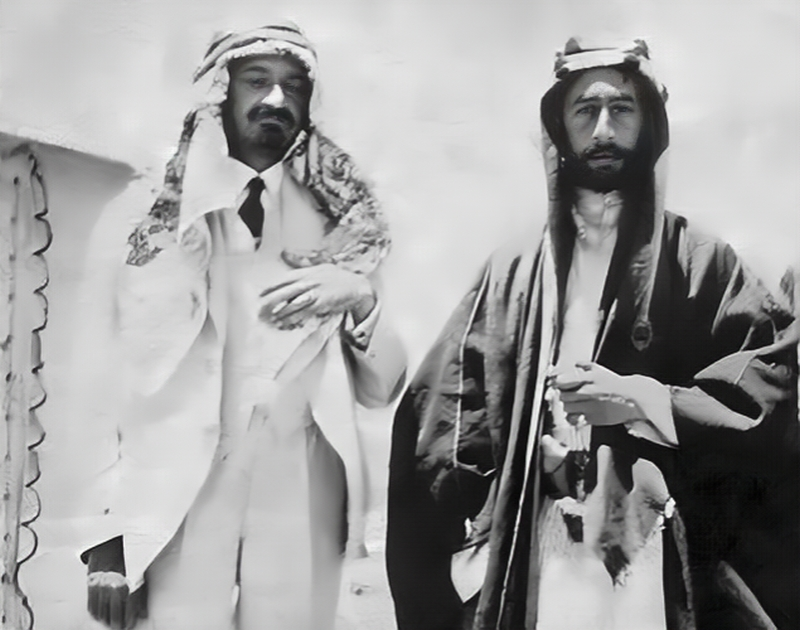
Emir Feisal I (right) and Chaim Weizmann (also wearing Arab dress as a sign of friendship) in Syria in 1918. At this time Feisal was living in Syria not Iraq.

اللجنة الصهيونية المعنية بفلسطين كانت مجموعة يرأسها حاييم وايزمان، رئيس الاتحاد الصهيوني البريطاني آنذاك عقب إصدار بريطانيا لوعد بلفور المؤيد للصهيونية لعام 1917. تشكلت اللجنة في مارس 1918 وذهبت إلى فلسطين لدراسة الظروف وتقديم توصياتها إلى السلطات البريطانية، وتألفت من وايزمان مع إسرائيل سييف كسكرتير، وجوزيف كوين ، دكتور دافيد إيدر، وليون سيمون من بريطانيا؛ والقائد أنجيلو ليفي بيانشيني من إيطاليا؛ والبروفيسور سيلفين ليفي من فرنسا، ولم يكن هناك ممثلون من أمريكا أو روسيا.
وصلت اللجنة إلى فلسطين في 14 أبريل 1918؛ وواجهت صعوبات مع الإدارة العسكرية البريطانية التي كانت بعيدة كل البعد عن التطلعات الصهيونية، وذهبت اللجنة إلى فلسطين بموافقة الحكومة البريطانية وبقيت هناك لعدة سنوات. أجرت اللجنة مسوحات أولية لفلسطين وساعدت في إعادة اليهود الذين أرسلهم الأتراك العثمانيون إلى المنفى خلال الحرب العالمية الأولى، كما أعادت هيكلة مكتب فلسطين، الذي أسسته سابقًا المنظمة الصهيونية في عام 1908،  إلى إدارات صغيرة للزراعة والاستيطان والتعليم والأراضي والمالية والهجرة والإحصاء، تم دمج مكتب فلسطين في اللجنة الصهيونية.
في يونيو 1918، ممثلاً للجنة الصهيونية، سافر وايزمان إلى جنوب شرق الأردن لمقابلة الأمير فيصل أثناء التقدم البريطاني من الجنوب ضد الإمبراطورية العثمانية في الحرب العالمية الأولى، وكان الغرض المقصود هو التوصل إلى اتفاق بين فيصل والحركة الصهيونية لدعم مملكة عربية ومستوطنة يهودية في فلسطين على الترتيب، ولم يعتبر أي من الطرفين ضرورة التشاور حول رغبات العرب الفلسطينيين.
تم التعبير عن المعارضة العربية لإقامة وطن قومي للشعب اليهودي في فلسطين من قبل الجمعية الإسلامية المسيحية التي تم تشكيلها حديثًا والمؤتمر العربي الفلسطيني، وفي 19 أبريل 1920 أجريت انتخابات لمجلس ممثلي الجالية اليهودية الفلسطينية. كان تقرير بالين عام 1920 حول ثورة البراق التي اندلعت في أبريل، والذي تم تقديمه في أغسطس، ينتقد كلا الجانبين رغم أنه لم ينشر مطلقًا. بحلول وقت تقديم التقرير، تم استبدال إدارة أراضي العدو المحتلة البريطانية بالمندوب السامي السير هربرت صموئيل، وأصبح وايزمان رئيسًا للمنظمة الصهيونية عام 1920، وحل مناحيم أوسيشكين (الذي كان قد قام بعليا لفلسطين عام 1919) محله رئيسًا للجنة الصهيونية.
وقعت أعمال شغب أخرى في يافا بين 1 و7 مايو 1921. في أكتوبر 1921، ألقت لجنة هايكرافت باللوم على العرب على أعمال العنف التي اندلعت في تلك الأثناء، لكنها حددت سلسلة من المظالم المتعلقة بالطريقة التي تم بها على ما يبدو ضم المصالح العربية لمصالح المهاجرين اليهود، الذين كانوا يشكلون آنذاك حوالي 10 ٪ من السكان ويتزايدون بسرعة. تم اتخاذ بعض الإجراءات لتخفيف التذمر العربي، لكن تم مساعدة الجاليات اليهودية على تسليح نفسها وتم تجاهل التقرير في نهاية المطاف.
في عام 1921، أصبحت اللجنة الصهيونية هي السلطة التنفيذية الصهيونية الفلسطينية ، التي تم تعيينها كوكالة يهودية لغرض المادة 4 من صك الانتداب الفلسطيني، لإسداء المشورة إلى سلطات الانتداب البريطاني بشأن تطوير البلاد في المسائل ذات الصلة بالمصالح اليهودية. في عام 1929، أصبحت السلطة التنفيذية الصهيونية الفلسطينية رسميا الوكالة اليهودية لفلسطين في المؤتمر الصهيوني السادس عشر، الذي عقد في زيوريخ.